# Montigny-le-Bretonneux
Montigny-le-Bretonneux [mɔ̃tiɲi lə bʁətɔnø] ist eine französische Gemeinde mit 32.150 Einwohnern (Stand 1. Januar 2022) im Département Yvelines in der Region Île-de-France. Sie gehört zum Gemeindeverband Saint-Quentin-en-Yvelines sowie zum Arrondissement Versailles und ist Hauptort (chef-lieu) des Kantons Montigny-le-Bretonneux.

## Lage
Die Stadt liegt fünf Kilometer südwestlich von Versailles.

## Geschichte
Das älteste Zeugnis stammt aus der Zeit zwischen 780 und 790. Montiniacum in pago Meldensi wurde in der Gründungsurkunde des Klosters Charroux (Departement Vienne) genannt. Die Angabe des Gaues Meldensi bzw. später Meldense  (= Meaux bei Paris) bestimmt die Zuordnung zu Montigny-le-Bretonneux (es gibt in Frankreich noch mehrere andere Orte mit dem Namen Montigny). Im Jahr 830 wurde Montiniaco auch in einer Schenkung des Kaisers Ludwig der Fromme an das Kloster Charroux genannt. Diesen Besitz bestätigte König Karl der Kahle dem Kloster zwischen 840 und 861 in einer weiteren Urkunde. Eine kaiserliche Beschreibung der Grenzen innerhalb derer der Bischof von Toul das Forst- und Jagdrecht besaß, nennt Montiniacum erneut im Jahr 1011.

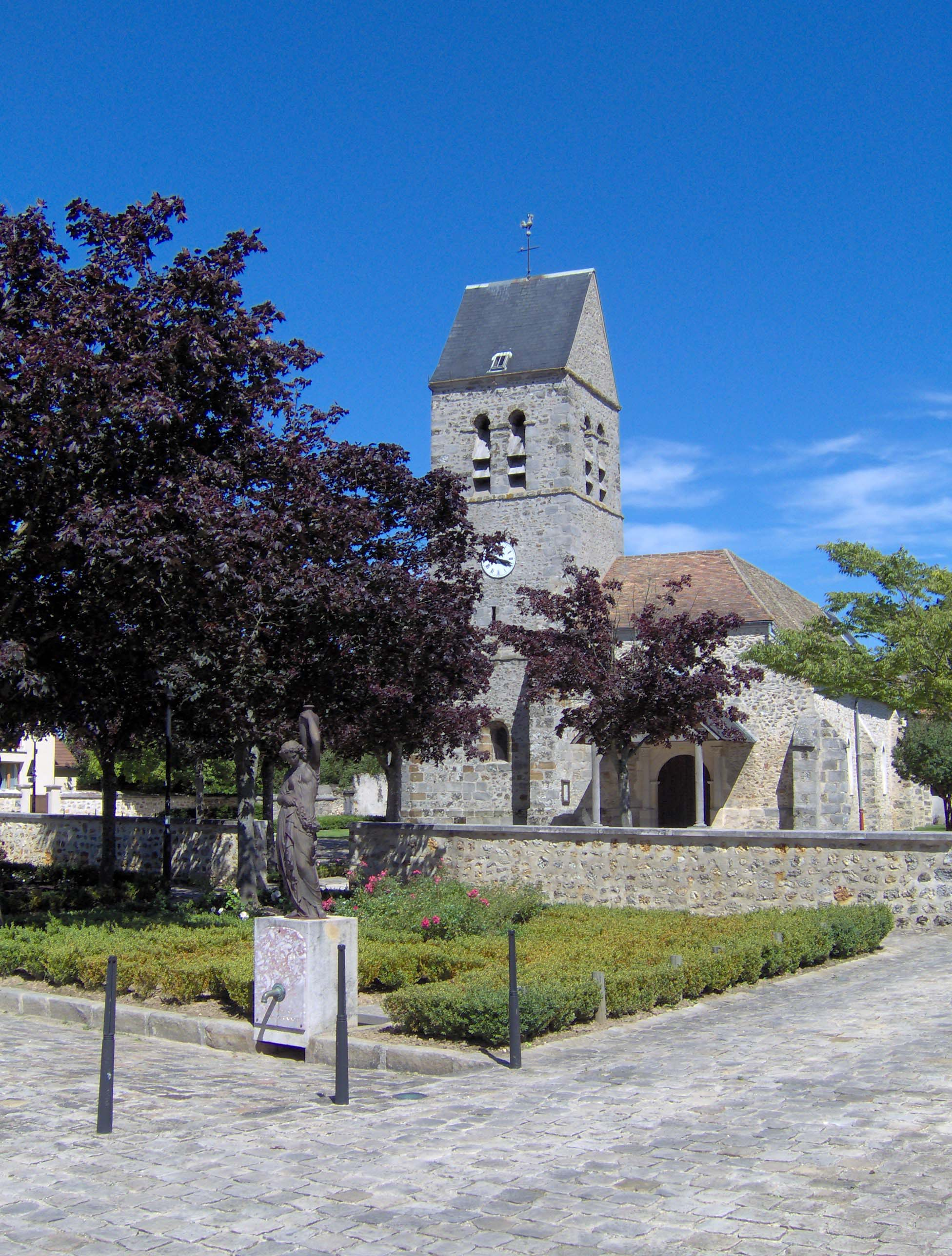
Kirche Saint-Martin

## Sehenswürdigkeiten

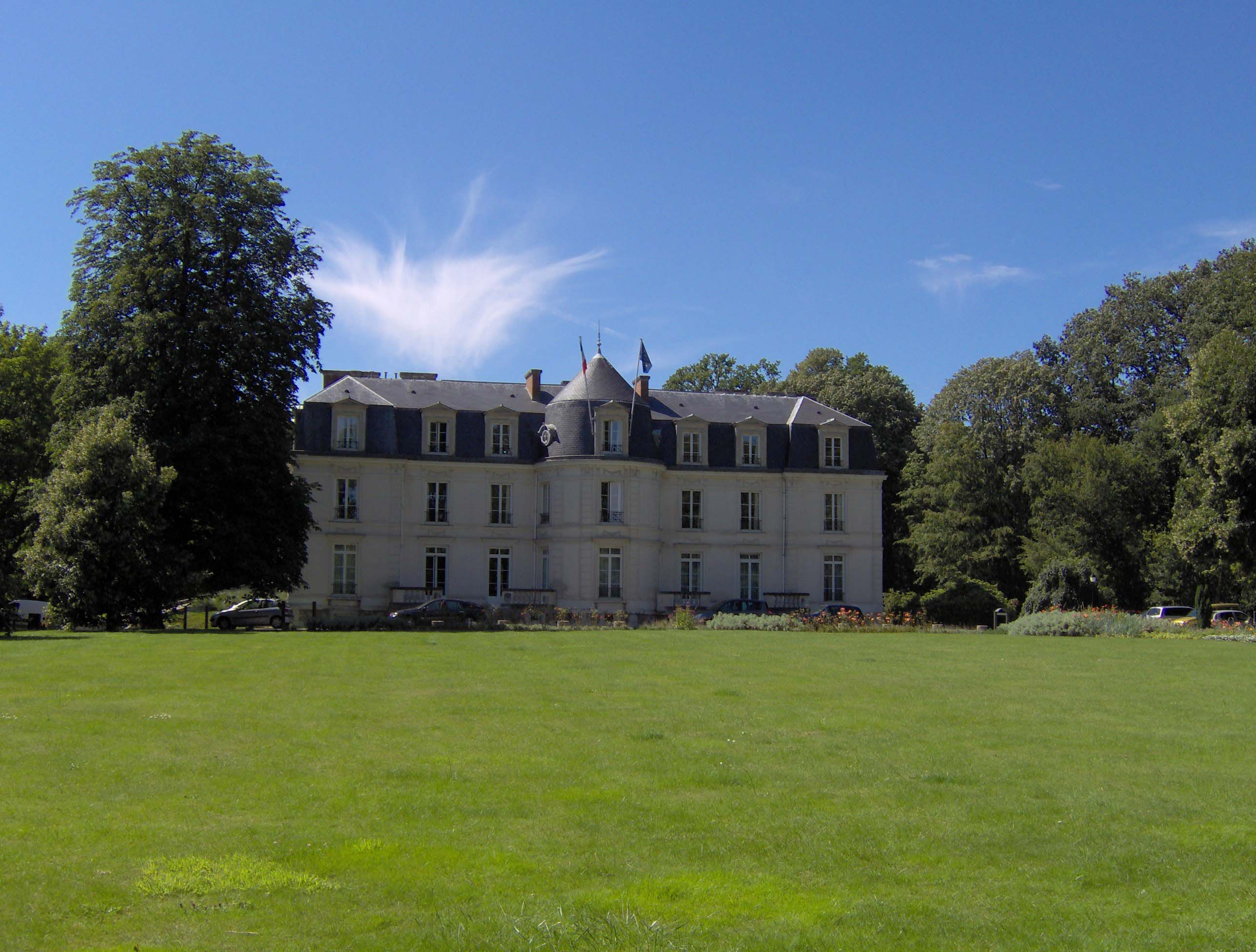
Château de Montigny-le-Bretonneux

- Das Schloss Montigny-le-Bretonneux (Château de Montigny-le-Bretonneux, auch Château de la Couldre genannt), 1863 erstellt vom damaligen Bürgermeister Vincent Notta. Es gelangte 1973 durch Erwerb wieder an die lokalen Behörden, wurde renoviert und ist seitdem mit seinen rund dreißig Räumen Sitz der Communauté d’agglomération de Saint-Quentin-en-Yvelines. Das Anwesen ist von einem dreizehn Hektar großen, frei zugänglichen Park umgeben.
- Die Kirche Saint-Martin, ursprünglich im 13. Jahrhundert erstellt, wurde, nachdem sie unter mehrere Kriegen gelitten hatte, 1610 neu aufgebaut. Sie befindet sich im Herzen der Stadt.

## Städtepartnerschaften
- Kierspe, Sauerland, Deutschland, 1988 (Die Montigny-Apotheke wurde als Zeichen der Partnerschaft nach der französischen Stadt benannt.)
- Lunca, Kreis Mureș, Rumänien, 1989
- Denton,  ein Vorort von Manchester, England, 1992
- Wicklow,  Irland, 1993
- San Fernando,  Andalusien, Spanien, 1997
- Marostica, Veneto, Italien, 2007

## Verkehr

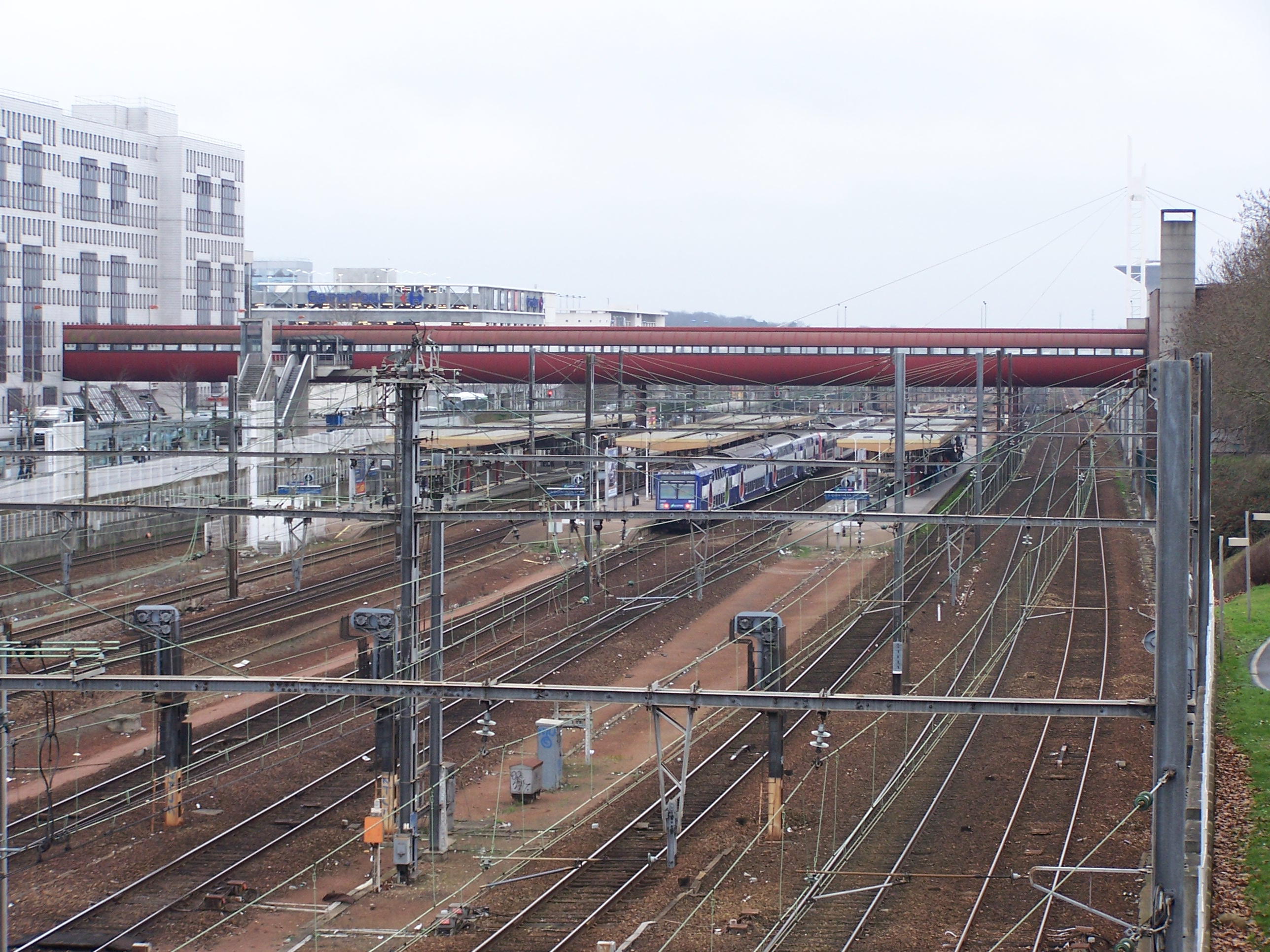
Bahnhof Saint-Quentin-en-Yvelines – Montigny-le-Bretonneux (2006)

Montigny-le-Bretonneux hat einen Bahnhof (Gare de Saint-Quentin-en-Yvelines – Montigny-le-Bretonneux) an der Bahnstrecke Paris–Brest, der 1975 im Rahmen der Gründung der Ville nouvelle Saint-Quentin-en-Yvelines eröffnet wurde. Dort halten Züge der Linie C des Schnellbahnnetzes Réseau express régional d’Île-de-France (RER), Transilien-Vorortzüge der Linien N und U sowie Regionalzüge des TER Centre-Val de Loire.
Die Stadt liegt an den Nationalstraßen N 10 und N 12 sowie der Autobahn A 12.

## Sport
Die Frauenfußballerinnen der AS Montigny-le-Bretonneux haben ab dem Jahr 2000 lange Zeit einer der beiden höchsten Ligen angehört, eine Saison sogar der ersten Division. In Montigny-le-Bretonneux befindet sich das Vélodrome National, in dem 2024 die olympischen Bahnradsportwettbewerbe ausgetragen werden.